# Stor-Gösken
Stor-Gösken är en sjö i Hofors kommun i Gästrikland och ingår i Gavleåns huvudavrinningsområde. Sjön är 22 meter djup, har en yta på 2,38 kvadratkilometer och befinner sig 105 meter över havet. Sjön avvattnas av vattendraget via Hoån och sedan Gavelhytteån.

## Delavrinningsområde
Stor-Gösken ingår i det delavrinningsområde (671084-153109) som SMHI kallar för Utloppet av Stor-Gösken. Medelhöjden är 143 meter över havet och ytan är 15,1 kvadratkilometer. Räknas de 59 avrinningsområdena uppströms in blir den ackumulerade arean 265,57 kvadratkilometer. Gavelhytteån som avvattnar avrinningsområdet har biflödesordning 2, vilket innebär att vattnet flödar genom totalt 2 vattendrag innan det når havet efter 71 kilometer. Avrinningsområdet består mestadels av skog (68 procent). Avrinningsområdet har 2,38 kvadratkilometer vattenytor vilket ger det en sjöprocent på 15,8 procent.